# Ștefan Foriș

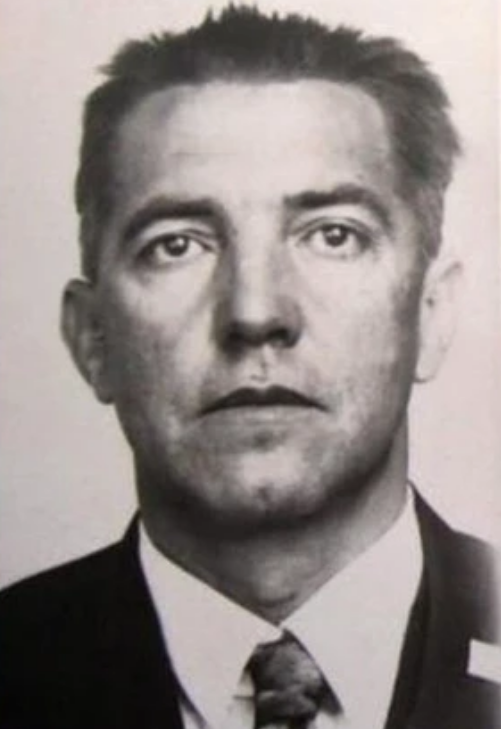
Ștefan Foriș (1940)

Ștefan Foriș (eigentlich István Fóris, auch bekannt als Marius; * 9. Mai 1892 in Tatrang, Bezirk Hétfalus, Königreich Ungarn; † 1946) war ein Aktivist und Journalist der kommunistischen Parteien von Rumänien und Ungarn jüdischer Herkunft. Zwischen 1940 und 1944 war Foris Generalsekretär der Rumänischen Kommunistischen Partei.
Seine Eltern waren István Fóris und Anna Kocsis. Die Familie war wohlhabend und besaß eine Ziegelei. Die Grundschule besuchte er in Tărlungeni, danach ging er in Brassó aufs Wirtschaftsgymnasium. Foris war freiwillig Soldat im Ersten Weltkrieg. Nach dem Krieg trat er der Ungarischen Kommunistischen Partei bei und wirkte als Mitglied der Räteregierung.
1919 kehrte Foris nach Braşov zurück. 1921 trat er in die neugegründete Rumänische Kommunistische Partei ein, die 1924 verboten wurde. Er war Herausgeber zweier linker Zeitungen. 1928 verurteilte ihn das Militärgericht in Klausenburg zu zehn Jahren Gefängnis, aber Foris floh in die UdSSR. Für eine Weile lebte er in Moskau, Wien und Berlin. Er kehrte 1930 nach Rumänien zurück und verbüßte einen Teil seiner Strafe in einem Gefängnis zwischen 1931 und 1935.
Foriș wurde am 4. April 1944 aus der Führung der Rumänischen Kommunistischen Partei entfernt. Er wurde am 9. Juni 1945 verhaftet und von drei Mitgliedern des Sekretariats der Partei des Hochverrats beschuldigt – Teohari Georgescu, Joseph Chisinevschi und Gavrila Wirtin (Parteisekretär der Region Oradea). Foriș wurde 1946 von Gheorghe Pintilie (Pantiușa Bondarenko) in Absprache mit seinem Fahrer D. Neciu mit einer Brechstange erschlagen. Pintilie und Geheimdienstmitarbeiter in Oradea ermordeten auch die 70-jährige Mutter von Foriș.
Foriș wurde von Nicolae Ceaușescu 1968 rehabilitiert. Es wurde im Rahmen einer staatsanwaltlichen Untersuchung festgestellt, dass die Entscheidung Foris zu ermorden von Gheorghe Gheorghiu-Dej, Teohari Georgescu, Ana Pauker und anderen hohen Mitgliedern der Rumänischen Kommunistischen Partei getroffen worden war.